# Chichey

Chichey este o comună în departamentul Marne, Franța. În 2009 avea o populație de 163 de locuitori.